# Benito Carvajales
Benito Carvajales Pérez (25 de julio de 1913 - fecha de fallecimiento desconocida) fue un futbolista cubano que jugó como arquero. Nació en Orense, España, y se trasladó a Cuba, donde desarrolló su carrera futbolística. En 1938, representó a la selección nacional de Cuba en la Copa Mundial de la FIFA en Francia, participando en dos partidos. 
Una anécdota notable de su carrera ocurrió durante el Mundial de 1938. Tras un empate 3-3 contra Rumania, se programó un partido de desempate cuatro días después. Carvajales aceptó una invitación de una emisora de radio cubana para comentar el partido en lugar de jugar. Como resultado, su compañero Juan Ayra ocupó la portería, y Cuba ganó 2-1, avanzando a la siguiente ronda.
Posteriormente, Carvajales regresó al arco para enfrentar a Suecia en los cuartos de final, donde Cuba fue derrotada 8-0. Esta participación en el Mundial de 1938 sigue siendo la única de la selección cubana en una Copa del Mundo. 